# Erik Guay
Erik Guay (Montreal, 5 de agosto de 1981) es un deportista canadiense que compitió en esquí alpino; dos veces campeón mundial.
Ganó tres medallas en el Campeonato Mundial de Esquí Alpino, en los años 2011 y 2017. En la Copa del Mundo consiguió cinco victorias y veinticinco podios en total.
Participó en tres Juegos Olímpicos de Invierno, ocupando el cuarto lugar en Turín 2006 (supergigante), el quinto en Vancouver 2010 (descenso y supergigante) y el décimo en Sochi 2014 (descenso).

## Palmarés internacional
| Campeonato Mundial | Campeonato Mundial                | Campeonato Mundial | Campeonato Mundial |
| Año                | Lugar                             | Medalla            | Prueba             |
| ------------------ | --------------------------------- | ------------------ | ------------------ |
| 2011               | Garmisch-Partenkirchen (Alemania) | Medalla de oro     | Descenso           |
| 2017               | Sankt Moritz (Suiza)              | Medalla de oro     | Supergigante       |
| 2017               | Sankt Moritz (Suiza)              | Medalla de plata   | Descenso           |